# Del Rio (cognome)
Del Rio è un cognome di lingua sarda.

## Varianti
Da Rio, Dal Rio, De Riu, Deriu, Derriu, Erriu, Rio, Riu.

## Origine e diffusione
Il cognome è tipicamente sardo.
Potrebbe derivare dal termine "rio", dal latino rivus, "ruscello". E' affine ai cognomi italiani Fiume, Riva e Ruscelli. È inoltre imparentato con il cognome spagnolo Del Rio e presenta affinità con il tedesco Bach.
Le varianti Deriu e Derriu sono campidanesi.

## Persone
- Ercole del Rio, scacchista italiano